# Ugoda w Ostrowie
Ugoda w Ostrowie – porozumienie zawarte 4 sierpnia 1392 między Władysławem Jagiełłą, a jego stryjecznym bratem - Witoldem.

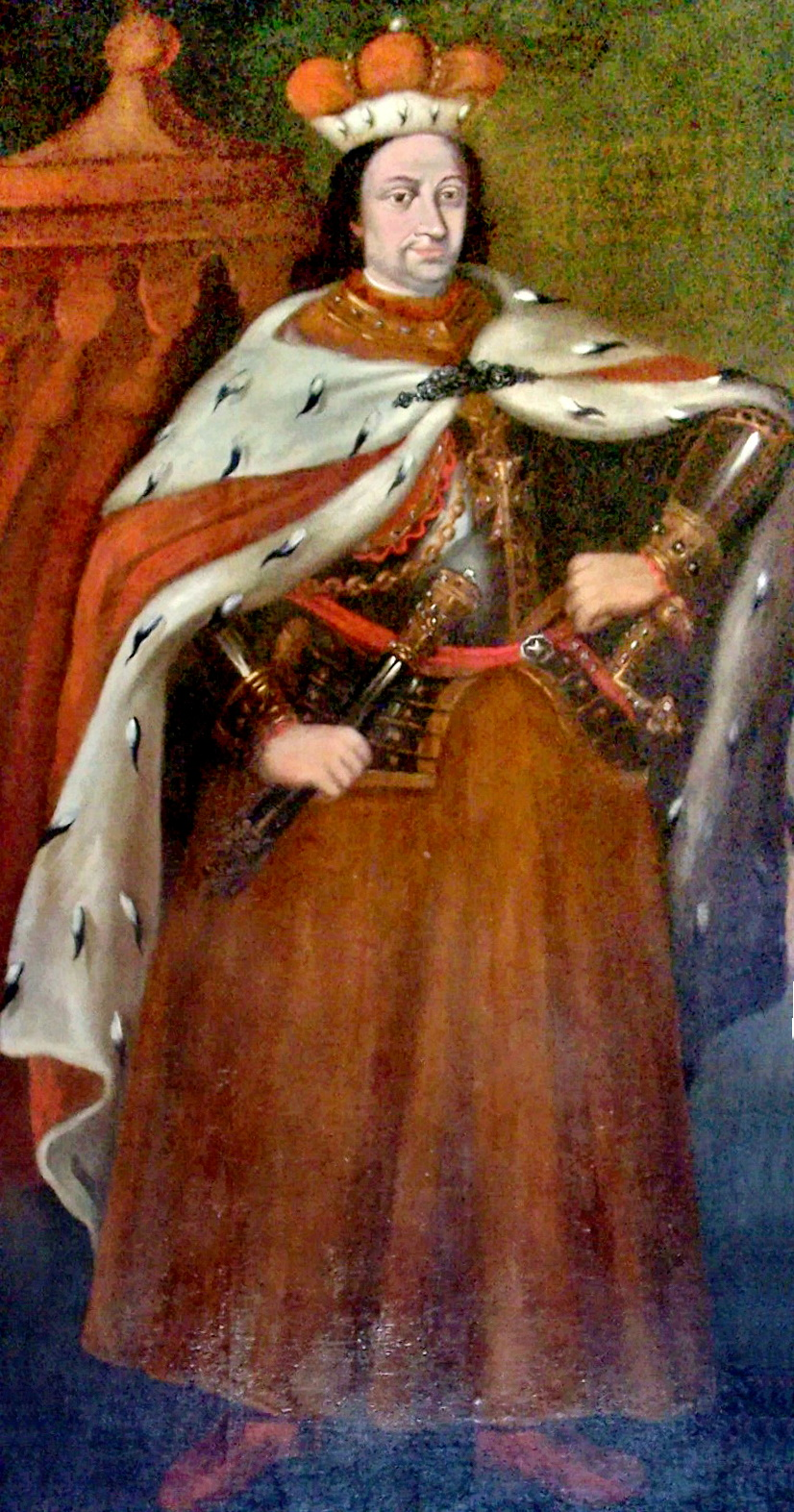
Witold

## Tło
Po przyjęciu chrztu w 1387–88 na Litwie uwidoczniły się spory wewnętrzne. Nowa sytuacja okazała się trudna do zaakceptowania dla Witolda, który utracił wpływy w księstwie trockim. W latach 1389–90 związał się on z Krzyżakami, którym zgodził się przekazać Żmudź w zamian za pomoc zbrojną. Latem 1390 Krzyżacy dokonali wspólnego z Witoldem najazdu na Litwę, ale do eskalacji konfliktu nie doszło, dzięki reakcji Jagiełły.

## Zawarcie ugody
W 1392 Jagiełło zlecił Henrykowi mazowieckiemu misję mającą na celu zawarcie układu z Witoldem. Henryk doprowadził do ugody, ale w trakcie rozmów poznał i zakochał się w siostrze Witolda - Ryngalle. Był on wówczas biskupem-nominatem płockim, co wykorzystała wkrótce krzyżacka propaganda.

## Postanowienia
Na mocy porozumienia Witold zobowiązał się do porzucenia sojuszu z Krzyżakami. W zamian otrzymał swoje ojczyste księstwo trockie. Został też namiestnikiem na Litwie, gdyż Jagiełło, jako król Polski, przebywał cały czas w Krakowie.

## Kolejne działania Witolda
Od 1395 zaczął używać tytułu wielkiego księcia litewskiego. W 1398 w zamian za Żmudź uzyskał od Krzyżaków zapewnienie o zaprzestaniu najeżdżania Litwy - zawarto pokój na wyspie Salin. Był to element polityki Witolda zakładającej dalszą ekspansję w kierunku południowo-wschodnim. Plany te pokrzyżowała jednak klęska 12 lub 16 sierpnia 1399 w bitwie nad Worsklą. W tych warunkach Witold postanowił dążyć do ponownego zbliżenia z Koroną i w 1401 zawarto - unię wileńsko-radomską.